# مرالورید
مرالورید (به انگلیسی: Meralluride) یک ترکیب شیمیایی با شناسه پاب‌کم ۱۰۱۶۲۶ است. 